# Observatoire du patrimoine religieux
 (mars 2019).
L'Observatoire du patrimoine religieux (OPR) est une association française loi de 1901, qui œuvre à la préservation et à la valorisation du patrimoine religieux français, tous cultes et époques confondus. 

## Historique
L'Observatoire a été fondé en 2006 par Béatrice de Andia. 

## Missions
L'Observatoire a plusieurs missions dont celle de recenser l'ensemble du patrimoine religieux français, toutes confessions, affectations (publiques ou privées), époques et tailles de monuments confondues (églises, chapelles, abbatiales, cathédrales, temples, synagogues, mosquées, pagodes...) sur un mode participatif, accessible à tous en ligne sur leur site. 
Il doit également sensibiliser le grand public au patrimoine religieux français en le faisant connaître et rayonner. Cette action inclut une activité de veille, de conseil et d'expertise (juridique, technique, médiatique), ainsi que l'organisation d'un programme annuel de visites de monuments religieux, de conférences et de voyages, ouvert aux adhérents comme au grand public (conditions d'inscription en ligne sur le site). 
De plus, il doit protéger les édifices menacés, valoriser le patrimoine religieux et développer un plaidoyer vis-à-vis des élus, des décideurs économiques et des médias. L'OPR agit comme un lanceur d'alertes auprès des pouvoirs publics. Ses interventions et interpellations ont permis de sauver des dizaines d'édifices de la destruction. Elles ont également contribué à en restaurer des centaines, sans oublier, le cas échéant, son action de conseil visant à accompagner plusieurs transformations pertinentes d'édifices religieux, menacés sans cela de destruction. 

### Actions de l'Observatoire du patrimoine religieux

#### Recensement des édifices
Au 1er janvier 2024, l’observatoire du patrimoine religieux recense 74 100 édifices religieux, toutes religions confondues, sur les 100 000 édifices religieux estimés se trouvant en France dont 40 000 sont encore actifs,.  

#### Effectuer une bibliographie
L'équipe du recensement de l’Observatoire du Patrimoine religieux mène des investigations pour chaque édifice afin de collecter le plus d'informations possible tant historiques qu'administratives et juridiques.

#### Enquête de terrain
Grâce à un partenariat avec les étudiants de l'Université Blaise-Pascal pour le Puy-de-Dôme, les étudiants sélectionnés sont formés à un travail d'étude sur le terrain. La formation dispensée leur permet d'orienter leurs recherches et d'acquérir de solides connaissances relatives à l'architecture religieuse. 
Elle leur permet de repérer, collecter et interpréter les informations nécessaires au recensement d'un édifice. Les aires géographiques d'intervention sont précisément délimitées par un travail en amont.

#### Aboutissement
A la fin de l'enquête de terrain, plusieurs considérations peuvent être dégagées sur le patrimoine religieux du département étudié (statistiques, répartition géographique et religieuse, particularismes régionaux ou locaux, etc.).
Ce travail d'étude peut également aboutir à des publications : rapports d'activité, rapports financiers, mémoires de Master ou Thèses de doctorat ou encore des articles dans des revues scientifiques ou grand public.

### Conseil (juridique, technique)

#### Questions juridiques
L'OPR répond aux demandes qui lui sont adressées sur des éléments réglementaires portant sur le patrimoine religieux en France (affectation légale, entretien et réparation, mise à disposition, aumônerie, construction, sécurité et sûreté, régime fiscal, régime d'utilisation...), comprenant le  régime juridique spécifique à l'Alsace-Moselle.

#### Questions techniques
L'OPR répond aux demandes d'informations de travaux qui lui sont adressées sur des sujets allant de la maintenance à la restauration d’œuvres d'art.

#### Professionnels du patrimoine
L'OPR peut  également recommander des professionnels qui se sont illustrés par leurs travaux dans le domaine du patrimoine (peintres, sculpteurs, architectes, restaurateurs...).

### La sensibilisation au patrimoine

#### Sensibiliser tous les publics
L'OPR propose des programmes trimestriels d'activités : visites d'édifices cultuels et  conférences thématiques liées au patrimoine culturel (exemple : conférence de février 2019 sur la collection de tissus religieux de Monsieur et Madame Daniel Fruman (prix inscription variable selon statut adhérent/non adhérent).  

### La protection des édifices menacés
L'Observatoire du patrimoine religieux conseille les porteurs de projets de préservation d'édifices cultuels. 
L'association les aide à organiser leur démarche de sauvegarde auprès des acteurs clés à considérer (maires, Préfets, DRAC, associations de protection...), et à organiser les démarches de mécénat ou les moyens de mobilisation adaptés à l'envergure du projet.
L'OPR recense les édifices cultuels menacés ou ayant fait l'objet d'actes de vols et de vandalismes en France.

#### Construction d'édifices religieux, restaurations, transformations...
Un travail de veille permet à l'OPR de signaler sur son site internet les nouvelles - bonnes ou mauvaises - relatives au patrimoine religieux français, et contribue à l'analyse du phénomène des édifices religieux à vendre ou vendus.

##### Colloques, conférences & ouvrages
Les membres de l’OPR interviennent chaque année au sein de colloques, de conférences ou en participant à la rédaction d'ouvrages sur le patrimoine religieux.

#### L'extension du recensement dans les départements du Puy-de-Dôme, Normandie et Hauts-de-France
La mission de recensement de l'Observatoire du Patrimoine Religieux étant terminée dans le Puy-de-Dôme, l'équipe de l'OPR poursuit ses investigations dans les régions de la Normandie (Calvados, Eure, Manche, Orne, Seine-Maritime) et des Hauts-de-France (Aisne, Nord, Oise, Pas-de-Calais, Somme). Cela dans un but de vérifier intégralement les renseignements inscrits mais également de compléter les édifices manquants.

## Direction, présidents d'honneur et membres
L'Observatoire est présidée depuis 2015 par Édouard de Pradel de Lamaze.
Bernadette Chirac et Gabriel de Broglie sont les co-présidents,.
L'Observatoire du patrimoine religieux compte 350 membres en 2023.